# Cheondoïsme
 (juillet 2016).
Si vous disposez d'ouvrages ou d'articles de référence ou si vous connaissez des sites web de qualité traitant du thème abordé ici, merci de compléter l'article en donnant les références utiles à sa vérifiabilité et en les liant à la section « Notes et références ».
Le cheondoïsme (en coréen : 천도교, Cheondogyo, « religion de la voie céleste »), est un mouvement religieux coréen du XXe siècle, basé sur le mouvement Donghak du XIXe siècle fondé par Choe Je-u. Il prend ses origines dans les rébellions paysannes qui commencèrent en 1812. La théologie cheondoïste est à la fois monothéiste, panthéiste et panenthéiste. Le mouvement Donghak ayant été condamné à la clandestinité puis ayant été à l'origine des rébellions paysannes de 1894 et interdit, il a été refondé en 1905 sous le nom de Cheondogyo.

## Origines
Le cheondoïsme est issu du confucianisme, du chamanisme coréen, du taoïsme et du bouddhisme et comprend aussi des éléments tirés du christianisme. Il est devenu de plus en plus populaire en Corée du Sud avec le retour du nationalisme et aussi particulièrement en Corée du Nord. Dans ce pays, c'est la religion principale, observée par 12 % de la population.

## Concepts
Le cheondoïsme enseigne que Dieu (Haneullim) réside dans chaque personne. Il a pour objectif de convertir la société terrestre en un paradis sur terre. Il essaie de transformer les croyants en des êtres moraux et intelligents possédant une grande conscience sociale. Sur cet aspect, il peut être considéré comme une religion humaniste et sociale. 
Les objectifs du cheondoïsme sont clairement définis : il s'agit de soutenir la nation et le peuple (輔國安民), de répandre la vérité dans le monde (布德天下), de délivrer l'humanité de la souffrance (廣濟蒼生), et ainsi de construire un paradis sur terre (地上天國).
L'activité religieuse est basée sur la foi et la pratique. Cette dernière a été codifiée par Euiam (Son Byeong-hui) qui introduisit les cinq pratiques (五款) :
- l'incantation
- l'eau pure : le rassemblement pour la prière du soir à 9 heures
- le jour du service : l'assemblée formelle du dimanche
- la prière
- le riz de la sincérité : les grains de riz mis de côté lors de la préparation quotidienne du repas et qui sont donnés en offrande à l'église une fois par mois

## Histoire
Cho Je-u conceptualisa l'idéologie Donghak (les enseignements de l'est) dans les années 1860 pour améliorer le sort des fermiers victimes de la pauvreté et de l'exploitation et pour restaurer la stabilité politique et sociale. Ses idées ont été rapidement acceptées par la paysannerie. Il mit ses pensées en musique pour que les paysans illettrés puissent les comprendre et les accepter plus facilement. Ses enseignements furent rationalisés et rassemblés en un message de salut pour les fermiers en détresse. 
Régulièrement, la sécheresse et les inondations touchaient les régions de production du riz et causaient de grandes famines. De plus, les dirigeants de Joseon augmentaient les taxes sur les semences et exigeaient plus de corvée des paysans affamés. En conséquence, le ressentiment envers le gouvernement et les propriétaires terriens débordait et causait de violentes émeutes. 
En décembre 1811, Hong Gyeong-Nae, un fonctionnaire appauvri, mena une rébellion armée dans le nord de la province de Pyeongan et occupa la région pendant plusieurs mois. Dans le sud aussi, les paysans défiaient le pouvoir royal, la noblesse provinciale et les riches propriétaires. Finalement, le gouvernement de Séoul envoya une armée qui écrasa la révolte en suivant une politique de la terre brûlée. 
En 1862, 50 ans après la rébellion de Hong, un groupe de fermiers de Jinju dans la province de Gyeongseong se révolta à nouveau. Ce mouvement peut être mis directement en relation avec l'exploitation des paysans par Baek Nak-sin, le nouveau commandant militaire de la moitié ouest de la province. Yi Yun-myeong et Yu Gye-chun organisèrent la révolte, les rebelles tuèrent les fonctionnaires locaux et mirent le feu aux bâtiments du gouvernement. Cette révolte agraire s´étendit aux provinces voisines de Jeolla et de Chungcheong, à l'île de Jeju et dans le nord aux provinces de Hamgyeong et Pyeongan.  Le gouvernement envoya d'abord un enquêteur qui mit au jour des pratiques frauduleuses. Sur cette base, le gouvernement réforma en urgence l'armée et les systèmes de distribution des grains pour essayer de supprimer les abus, même si le système ne changea pas profondément.

## Démographie
Il y avait 5 190 092 cheondoïstes en Corée du Sud en 2009 (10,1 % de la population) et 2,8 millions en Corée du Nord (en 2000, 12,9 % de la population). Cependant les activités religieuses indépendantes ne sont pas tolérées en Corée du Nord. Dans ce pays, les cheondoïstes sont représentés par le Parti Chondogyo-Chong-u, un parti satellite du parti des travailleurs.